# هرنانی فورتس
هرنانی فورتس (انگلیسی: Hernâni Fortes؛ زادهٔ ۲۰ اوت ۱۹۹۱) بازیکن فوتبال اهل پرتغال است که در پست وینگر برای ریو آوه بازی می‌کند.